# Bazilika sv. Nikolaja, Trnava
Bazilika sv. Nikolaja (slovaško Dóm svätého Mikuláša) stoji v starem mestnem jedru Trnave na zahodu Slovaške. Posvečena je sv. Nikolaju in je bila dolgo časa stolnica Nadškofije Esztergom.
V cerkvi sta pokopana romunsko-madžarski humanist in učenjak Mikuláš Oláh (Nikolaj, Vlah) ter hrvaški kardinal, diplomat in pisatelj Antun Vrančić.

## Zgodovina in arhitektura
Na mestu romanske predhodnice je bila cerkev sv. Nikolaja v sedanjih dimenzijah zgrajena od 1380 do 1421 v poznogotskem slogu. Tudi univerzitetna cerkev, ki je bila zgrajena pozneje, je imela za osnovo dolžino 60 metrov, širino 31 metrov in višino 18 metrov. Značilnost zunanjega videza sta renesančni čeladi, ki so ju sredi 16. stoletja postavili na oba stolpa.
Z rebrastimi oboki v glavni in stranskih ladjah je notranjost ohranila svoj bistveni učinek gotske stavbe. V kasnejših stoletjih je doživela številne spremembe in dopolnitve. Med letoma 1618 in 1630 je dal kardinal Peter Pázmány dodati baročne stranske kapele in večino pohištva preoblikovati v baročnem slogu. Bogato izrezljane klopi so nastale v obdobju rokokoja, Josef Zanussi pa je leta 1798 ustvaril klasični glavni oltar. Cerkev je okrašen z neogotskimi poslikavami. V preddverju je ohranjenih nekaj fresk iz 15. stoletja. Ponekod je spet vidna gotska zidava.
Nadškof Imre Eszterházy je dal na severozahodni strani zgraditi osmerokotno baročno kapelo z ločenim vhodom po načrtih avstrijskega arhitekta Lucasa Hildebrandta v letih 1739-1741, v kateri je na stebru shranjena čudodelna podoba sv. Marije Trnavske.
Potem ko je Madžarska v začetku 16. stoletja postala večinoma turška, je od 1543 do 1820 stolnica sv. Nikolaja postala madžarska stolnica in sedež nadškofov Esztergoma. Nato je bila od leta 1918 do 1977 ponovno sedež škofa. Ko pa je bila leta 1977 ustanovljena nadškofija Bratislava-Trnava, je bila za sedež nadškofa določena univerzitetna cerkev. Leta 2008 je papež Benedikt XVI. cerkev sv. Nikolaja imenoval za manjšo baziliko.

## Čudodelna podoba sv. Marije Trnavske
V cerkvi se nahaja Milostna podoba svete Marije. Leta 1585 je Ferenc Forgách (kasneje nadškof) dal narediti kopijo slike v samostanu svetih Alekseja in Bonifacija.
Leta 1663 naj bi podoba jokala krvave solze. Zaradi tega bi se Turki, ki so ropali po okolici, izognili mesta Trnava.
Leta 1710 je izbruhnila kuga. 21. novembra 1710, po ponovnem joku podobe, se je epidemija končala. Za prebivalce Trnave ima slika še danes poseben pomen.
Nekateri starejši prebivalci verjamejo, da je bilo mesto s pomočjo Marije Trnavske in njene podobe med drugo svetovno vojno zavarovano pred bombami.